# Reckendorf
Reckendorf è un comune tedesco di 2 024 abitanti, situato nel land della Baviera.